# 1000

## أحداث
- تأسيس مدينة القنيطرة وتقع حاليا في سوريا.
- تأسيس مدينة بعلبك وتقع حاليا في لبنان.
- اخترع البارود في الصين.
- اسكندنافيا وايسلندا والمجر تتحول إلى المسيحية.
- ليف إريكسون يصل إلى أميركا ويصفها بفيلاند (Vinland).
- تأسيس دكا عاصمة بنغلاديش الحالية.

### سكان العالم
- عدد سكان العالم : 310،000،000.

## أكبر المدن
1. قرطبة 450,000
2. كايفينغ 400,000
3. كونستانتينوبل، الامبراطورية الرومانية الشرقية 300,000

## مواليد
- قسطنطين التاسع امبراطور بيزنطي (توفي 1055)
- أرغيروس
- المؤيد في الدين الشيرازي
- روبرت الأول دوق نورماندي

## وفيات
- أبو سهل ويجن بن رستم الكوهي. عالم رياضي وفلكي وفيزيائي إسلامي
- أبو محمود الخجندي -عالم فلك فارسي. (ولد 940)
- أحمد بن فضلان، الكاتب والرحالة العربي
- غارسيا سانشيز الثاني ملك نافارا
- أمة السلام بنت أحمد البغدادية عارفة بالحديث وقد اخذت عن بعض كبار المحدثين في عصرها.
- ابن خويز منداد - صنف كتابا كبيراً في الخلاف. وآخر في أصول الفقه. وكتاب أحكام القرآن.
- يحيى بن حيوج الفاسي - نحوي يهودي.
- أولاف تريغفاسون
- شمس الدين المقدسي
- يحيى بن حيوج الفاسي